# 森林古猿
森林古猿（Dryopithecus）是一屬生存於1200-900萬年前中新世的東非至歐亞大陸的猿，當中可能有小猿及原始人類的共同祖先。首個森林古猿化石是於1856年在法國發現的。牠的臼齒上的五個牙尖及裂縫模式，一般在森林古猿科及人猿總科都可以見到。其他的森林古猿是在匈牙利、西班牙及中國發現。
森林古猿是在非洲裂谷的南端演化出來，及後擴展至非洲大陸，並遠至亞洲及歐洲。牠們長60厘米，及可能像現今猩猩及長臂猿是臂躍動物。牠們並不是指背行走的。牠的面部是向下傾斜的。
森林古猿是棲息在樹上的，主要吃草莓及果實。

## 外部連結
- Mikko's phylogeny archive